# Siarczek potasu
Siarczek potasu, K
2S – nieorganiczny związek chemiczny z grupy siarczków, sól kwasu siarkowodorowego i potasu. Występuje w postaci bezwodnej i pentahydratu.

## Otrzymywanie
Laboratoryjnie siarczek potasu można otrzymać w reakcji potasu z siarką w ciekłym amoniaku. Można go również otrzymać poprzez redukcję siarczanu potasu w wysokiej temperaturze:
K
2SO
4 + 4C → K
2S + 4CO

## Właściwości
Bezwodny siarczek potasu tworzy bezbarwne, regularne kryształy, a pentahydrat – rombowe. Ma charakterystyczny zapach siarkowodoru. Zanieczyszczony siarczek potasu ma barwę od żółtawej do żółtoczerwonej. Jest niestabilny i może wybuchnąć w wyniku wstrząsu lub gwałtownego ogrzewania. Roztwory wodne wykazują silny odczyn zasadowy wskutek hydrolizy:
K
2S + H
2O → KSH + KOH
Siarczek potasu rozkłada się łatwo pod wpływem powietrza z utworzeniem tiosiarczanu potasu:
2K
2S + 2O
2 + H
2O → K
2S
2O
3 + 2KOH